# احتياطيات النفط في العراق

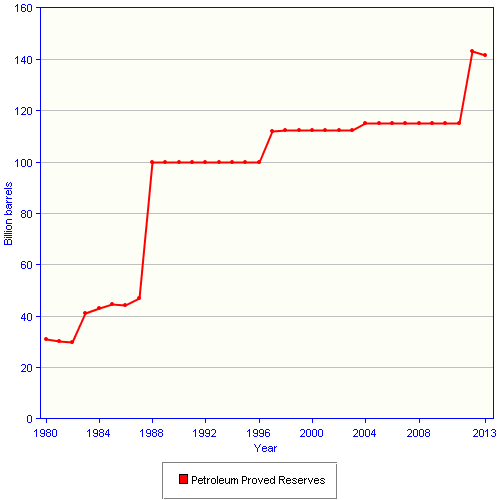
احتياطي النفط المؤكد في العراق (تقييم وكالة البيئة الأمريكية).

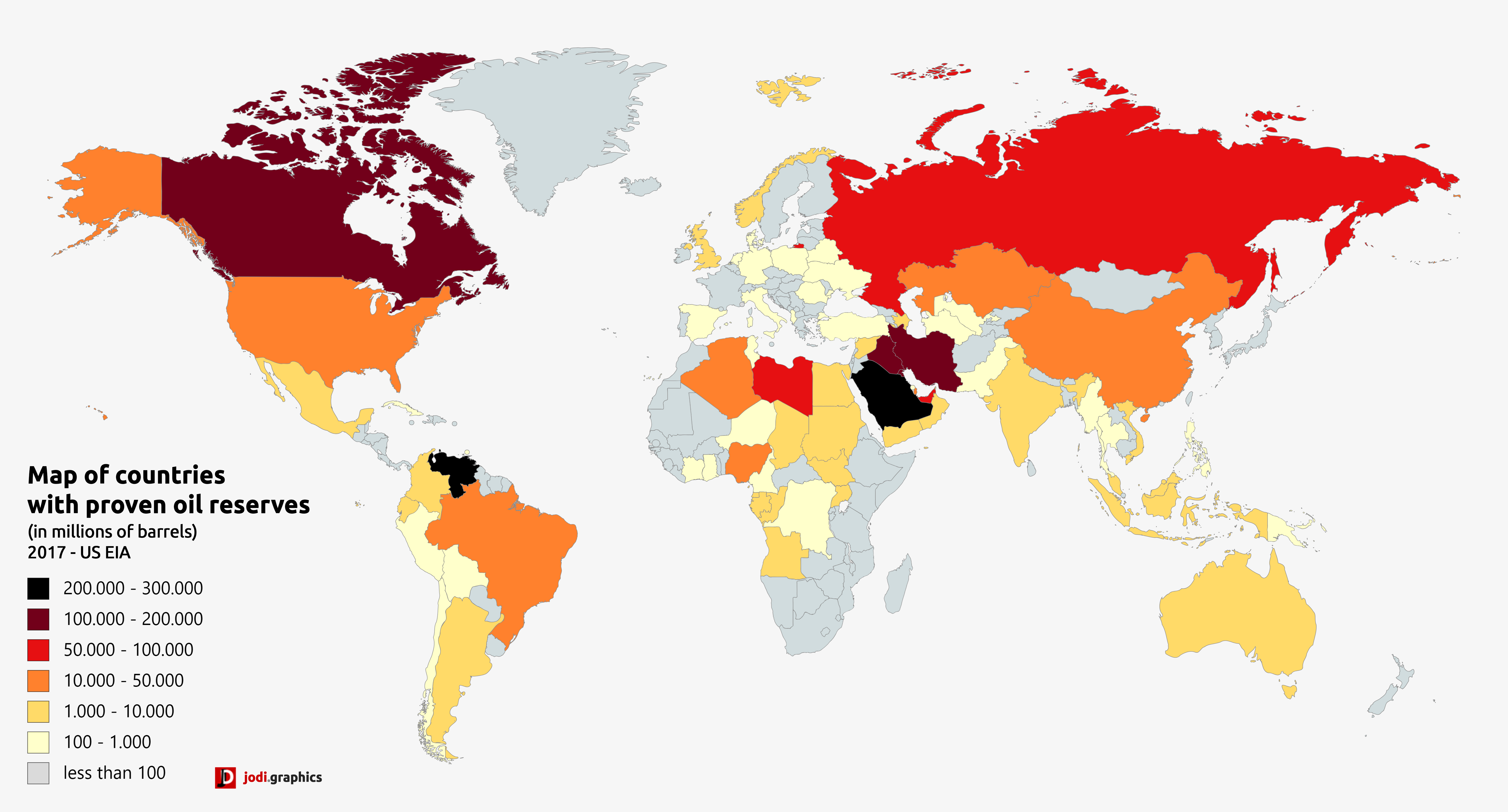
خريطة لاحتياطيات النفط العالمية وفقًا لتقييم وكالة البيئة الأمريكية عام 2017

تعتبر احتياطيات النفط في العراق خامس أكبر احتياطيات نفطية مؤكدة في العالم حيث تبلغ 140 مليار برميل. تقع مصادر هذا النفط في المقام الأول في المناطق الجنوبية أما المناطق الغربية فهي من ناحية أخرى غير فقيرة نسبياً.
نتيجة للاحتلال العسكري الأمريكى والاضطرابات المدنية لم يتم تنقيح الإحصاءات الرسمية منذ عام 2001 وهي تستند إلى حد كبير إلى البيانات السيزمية ثنائية الأبعاد منذ ثلاثة عقود مضت. قدّر الجيولوجيون والمستشارون الدوليون أن الأراضي غير المستكشفة قد تحتوي على احتياطيات أكبر بكثير. غالبية احتياطيات العراق المؤكدة من النفط تأتي من المدن التالية: البصرة (كونها رقم 1) بغداد (كونها رقم 2) الرمادي (كونها رقم 3)، وأخيراً البعاج (كونها آخر مدينة نفطية غنية). كلفة إنتاج النفط في العراق منخفضة نسبياً، وذُكر أنها أقل البلدان في العالم.
يشار إلى تقديرات متباينة على نطاق واسع لعدم اليقين بشأن احتياطيات العراق النفطية. قدرت وزارة الطاقة الأمريكية (DOE) في عام 2003 أن العراق لديه 112 بليون برميل (17.8×109 م3). قدرت هيئة المسح الجيولوجي الأمريكية (USGS) عام 1995 الاحتياطيات المؤكدة بـ 78 بليون برميل (12.4×109 م3). وقال نائب وزير النفط العراقي قبل الحرب إن الاحتياطيات المحتملة قد تكون 300 بليون برميل (48×109 م3). مصدر عدم اليقين هو أنه بسبب عقود من الحرب والاضطرابات فإن العديد من آبار النفط في العراق قد دمرت أو عُطلت وينبغي أن تتيح الإصلاحات في الآبار والمنشآت النفطية المزيد من النفط المتاح اقتصاديًا من نفس الحقول. قد يثبت العراق أنه يحتوي على أكبر مستودعات النفط القابلة للاستخراج في الشرق الأوسط بأسره بمجرد تقدم الاستثمار والتطوير في المنشآت.
بعد أكثر من عقد من العقوبات وحربى الخليج تحتاج البنية التحتية النفطية في العراق إلى التحديث والاستثمار. على الرغم من الجهود الكبيرة لإعادة الإعمار لم تتمكن صناعة النفط العراقية من تحقيق أهداف إنتاج وتصدير المواد الهيدروكربونية. يقدر البنك الدولي أن هناك مليار دولار إضافي في السنة سوف تحتاج إلى استثمار فقط للحفاظ على الإنتاج الحالي. تكاليف إعادة إعمار العراق على المدى الطويل قد تصل إلى 100 مليار دولار أو أكثر منها أكثر من الثلث سوف يذهب إلى قطاعات النفط والغاز والكهرباء. التحدي الآخر لتطور العراق في قطاع النفط هو أن الموارد ليست مقسمة بالتساوي عبر الخطوط الطائفية. معظم الموارد المعروفة موجودة في المناطق الشيعية في الجنوب والشمال الكردي مع وجود موارد قليلة يسيطر عليها السكان السنة في الوسط.
في عام 2006 بلغ متوسط إنتاج العراق من النفط 2.0 مليون برميل لكل يوم (320×103 م3/ي) من حوالي 2.6 مليون برميل لكل يوم (410×103 م3/ي) من الإنتاج قبل غزو التحالف في عام 2003. نسبة احتياطي العراق إلى الإنتاج 158 سنة. بعد نهاية الغزو ارتفع الإنتاج على مستوى عالٍ على الرغم من وجود غزو لما يسمى تنظيم داعش فقد بلغ الإنتاج في آذار مارس 2016 4.55 مليون برميل يوميًا. الذي يبدو أنه أصبح عامًا جديدًا على الإطلاق في ذروة إنتاج العراق إذا لم تتحدث محادثات أوبك حول تجميد أو خفض الإنتاج الذي عقد في نيسان أبريل 2016 إلى التخفيض. كانت الذروة القديمة في عام 1979 مع 171.6 مليون طن من النفط مقابل 136.9 مليون طن أنتجت في عام 2011 و152.4 مليون طن في عام 2012.
في يناير 2025، أعلنت شركة نفط الوسط عن اكتشاف أكبر خزين نفطي في حقل شرق بغداد بالتعاون مع شركة (EBS) الصينية، مما يضيف أكثر من ملياري برميل إلى احتياطيات العراق. يُقدر الإنتاج الأولي اليومي بـ 5 آلاف برميل من النفط المتوسط والخفيف.

## عقود استخراج النفط الممنوحة

### 2009
في 30 حزيران يونيو و11 أيلول ديسمبر 2009 منحت وزارة النفط العراقية عقود لشركات النفط الدولية لبعض حقول النفط العراقية الكثيرة. دخلت شركات النفط الفائزة في مشاريع مشتركة مع وزارة النفط العراقية، وتشمل شروط العقود الممنوحة استخراج النفط لتحقيق مكاسب ثابتة قدرها 1.40 دولارًا للبرميل لشركات النفط والباقي يذهب إلى العراق. لن يتم دفع الرسوم إلا عند الوصول إلى عتبة الإنتاج التي تحددها وزارة النفط العراقية.
وتشمل حقول النفط المتعاقد عليها حقل «مجنون العملاق» وحقل حلفايا وحقل القرنة الغربي وحقل الرميلة. لم يتلق حقل شرق بغداد الواقع جزئياً في مدينة الصدر أي عروض وتدرس وزارة النفط العراقية العمل في الحقل نفسه. وقال وزير النفط حسين الشهرستاني للتلفزيون العراقي إن زيادة إنتاج النفط «ستمول مشاريع البنية التحتية في جميع أنحاء العراق - المدارس والطرق والمطارات والسكن والمستشفيات».

## روابط خارجية
- معلومات عن عقود وشروط النفط، من SIGIR [وصلة مكسورة]